# Підопасання
Підопасання — архітектурний елемент сакральної будівлі під опасанням, дерев'яна стіна до висоти опасання, піддашшя.